# 部落冲突
《Clash of clans》（又译「部落衝突」，簡稱）為芬蘭遊戲公司Supercell在2012年8月2日所推出的游戏，其內容兼具攻、守城、塔防及養成之元素，隨著遊戲的變遷，到了後期重心將會由單人模式移至多人模式。遊戲採用Q版畫風。
该游戏的iOS版本于2012年8月2日发布。2013年9月30日該遊戲的Android版在芬兰和加拿大率先推出，2013年10月7日在世界其他国家的市场推出了该游戏。

## 遊戲玩法

### 家鄉

#### 布置
玩家可在家鄉布置陣型，包含建築、陷阱與英雄等，以此防禦敵人的攻擊，或是可以使用護盾直接阻止敵人進攻。在遊戲中可建造訓練營、闇黑訓練營、法術工廠、闇黑法術工廠、攻城機器工坊、來訓練軍隊、法術與攻城機器，並透過實驗室強化其實力，或是將其強化為超級部隊，以此賦予特殊能力。此外，每個玩家亦能夠建設英雄殿堂與戰寵小屋，便可攜帶英雄與戰寵來戰鬥。目前最高的大本營等級為17級，並且從12級開始到16級，大本營就會自帶防禦武器。當大本營受到傷害或村莊摧毀程度達到50%時，大本營便會開始主動攻擊。而當其被攻破時，則會在原地觸發大型陷阱。17級大本營從戰鬥開始武器就會啟動，摧毀大本營不會觸發陷阱大型陷阱。17級大本營的大型陷阱會被終極炸彈取代

#### 進攻模式
在該模式中可利用自身準備的部隊進攻敵人，遊戲模式可分為單人與多人，單人模式即是攻擊哥布林大本營並抢夺资源。只要获得一颗星，便能晋级到下个關卡。随着關卡的推升，其难度與可奪取資源也随之增加。目前單人模式共有約110個關卡。多人遊戲是由系統進行配對，向敵方的村莊發動攻擊。進攻過程除了能獲得獎盃與資源外，也能依照聯賽階級獲得額外獎勵。反之，進攻失敗則會扣除獎盃。進攻過程中，攻破大本營、摧毀率達50%以及100%都可各獲得一顆星。

#### 联赛等级
玩家可以通过战斗获取奖杯，奖杯能提升玩家在聯賽中的段位：
| 杯段       | 獎盃數      |
| ---------- | ----------- |
| 未進入聯賽 | 0~399盃     |
| 銅         | 400~799盃   |
| 銀         | 800~1399盃  |
| 金         | 1400~1999盃 |
| 水晶       | 2000~2599盃 |
| 大師       | 2600~3199盃 |
| 冠軍       | 3200~4099盃 |
| 泰坦       | 4100~4999盃 |
| 傳奇       | 5000盃~     |

每段赛季时长一个月，每段賽季初玩家均會被歸類到「外排名」的盃段，直到進行第一場多人遊戲後才會進入其獎盃數應所屬之段位。每個盃段均有往下100個獎盃的容錯率，舉例而言，當一個屬於「黃金盃段」的玩家的獎盃數從1403往下撿減少到1385時，他仍然屬於「黃金盃段」，但是當他的獎盃數繼續往下掉到1293時，該玩家將會往下降至白銀盃段。

##### 傳奇杯
在「傳奇杯」則具有特殊制度，在賽季結束後5000以上的獎盃數將被往下扣除，在下個賽季將以到5000杯開始，而被扣除的獎盃則會成為不會減少、可在每賽季無限累積的「傳奇獎盃」。舉例而言，如果赛季结束时杯数达到5008杯。结算后，即可获得8个「传奇奖杯」，永遠不会减少。

### 部落

#### 部落組成
當玩家花費30000聖水修復部落城堡後，可以選擇加入部落或是创建部落。每個部落最多可加入50位成員。加入部落后可以向部落成員申请援兵、法术和攻城機器，其中援兵可用以防禦家鄉或是進攻敵人。此外，部落中設有四種職位，包含成員、長老、副首領以及首領，不同職位之權限有異，原則上僅有副首領與首領可調整職位。

#### 對戰
部落戰須由首領或副首領發起，且部落至少要有五名成員。開啟後會進入配對階段，待配到敵人後進入23小時的準備日，成員可調整自身的戰爭基地陣型，並為其他成員提供援軍。到了戰鬥日時，每位成員可有2次進攻機會，但不得攻擊同一名敵人。戰鬥時，玩家可進攻敵方阵型以获得战争之星，待戰鬥日結束，战争之星多者胜出；戰爭之星相同者，以摧毀率高者勝出；摧毀率与战争之星相同則平局。

#### 聯盟賽
於2018年10月推出，聯盟賽為期七天，與另外七個部落對戰，每回合可派15或30個成員參戰。每回合每人有一次機會攻擊，規則與部落對戰相近。聯盟賽結束後會進行結算，根據部落所在的段位及部落的结果排名及玩家所獲得的星數以獲取相當數量的聯盟幣，聯盟幣可在商店購買魔法物品、資源等戰利品及英雄造型和背景。

#### 部落競賽
於2017年12月推出，由部落全體成員共同進行，各個成員需要在活動期間選擇挑戰，並於時限內完成便可獲得積分。部落總分越高，解鎖的獎池便越多。活動完結時，每個成員可在已解鎖的獎池中挑選獎勵。而當個人積分達到滿分4000時，則可額外選擇多一個獎勵。沒有完成至少一項挑戰的成員，不可挑選獎勵。

#### 部落都城
於2022年5月推出，由部落成員協助強化首都的建築與部隊。而在周末時可發起突襲，透過攻打敵方部落首都，獲取首都金幣來提升建築物和部隊的等級。突襲結束後，系統會根據每人的進攻表演來分發突襲獎章，可用於購買資源和魔法物品等，亦可為自己提供援軍。

### 建築大師基地

#### 布置
於2017年5月22日推出，可在四級大本營時開啟建築大師大本營，玩家可在地圖內建造建築，包含訓練軍隊的訓練營；升級軍隊與法術的實驗室。建築大師大本營5級時可建造戰爭機器，目前已推出至10級建築大師大本營。在2023年5月17日針對建築大師基地做更新，當建築大師大本營達到6級時，會開啟一塊新區域，並解鎖新的建築與戰鬥直升機。

#### 戰鬥
進攻分為兩個階段，首先需要先攻擊敵方第一片區域，若贏得3顆銅星即可進攻第二片區域，最多可再贏得3顆銀星。獎勵則依照攻防的能力以及段位給予不同獎勵，若累積星數達標可再獲得額外獎勵。

#### 聯賽等级
玩家可以通过战斗获取奖杯,奖杯能提升段位:
木頭  0~499杯
陶土 500~999杯
岩石 1000~1499杯
純銅 1500~1999杯
黃銅 2000~2599杯
精鐵 2600~3199杯
堅鋼 3200~3799杯
鈦金 3800~4399杯
鉑金 4400~4999杯
綠寶石 5000~5599杯
紅寶石 5600~6199杯
鑽石 6200杯

## 宣传
2015年9月23日，林俊杰、林志穎和高圆圆宣布成为“部落冲突”游戏在大中华区的代言人，并为该游戏创作了主题曲《全面开战》，由林俊杰、林志穎演唱。在2015年10月7日的第四季《中国好声音》总决赛的开场上劉暐鵬与林志颖演唱了该歌曲。
港鐵列車曾在 A157-C157、D685、B470-C470、D764、C240-A240全車卡印上部落冲突廣告。東鐵線兩列列車（D217-D219、D225-D227）亦曾印上全車卡部落冲突廣告。九巴亦曾在旗下數架富豪B9TL車上印上部落冲突全車身廣告。
而「野豬騎士來了」、「氣球嘉年華」和「我們需要更多支援」系列廣告在台灣造成轟動，成功行銷遊戲。

## 評價
2022年12月21日的評價，Google play 獲得了4.4顆星
2022在12月21日的評價，App Store獲得了4.7分的評價。

## 事件
2016年，腾讯收购芬兰游戏公司引发玩家担忧，这家公司在缺乏竞争的情况下屡屡做出对大陆玩家不利的操作。
2021年4月，中国大陆地区引入了屏蔽字系统，该系统的屏蔽字极多，不但禁止发送涉黄、涉政内容，且将很多游戏内容也加以屏蔽。导致游戏内沟通困难。例如“弓箭女皇”、“空气炮”。（玩家简称为"女王（弓箭女皇）"，"男王（野蛮人之王）"，"永王/勇王/咏王（大守护者）"，"闰土（飞盾战神）"，"新王（亡灵王子）"，"吹风机（空气炮）"，"X弩（十字连弩）"
在2022年2月15日的一次重大遊戲升級中，疑似為了響應中國大陸相關政策而對遊戲玩家賬戶採取『分服』的行為。事件導致大量玩家的遊戲賬戶無法登入，並且提示『此區域不再支持您當前的登錄方式..』導致無法登入到伺服器。且在遊戲中可以看到大量玩家被主動退出部落，且遊戲信息無法查看，顯示無此玩家。 2022年2月17日，大量玩家在中國大陸該遊戲代理網站的論壇中公示永遠退出該遊戲。 對於遊戲強制分區和升級後大量玩家無法登入遊戲的問題目前遊戲官方仍然沒有聲明和答複。，且将外国元素进行删除，将X连弩改为“十字连弩”，奖杯段位的罗马数字改为阿拉伯数字，骷髅法术由红变绿，天使的胸部增添了布料。
2023年10月27日部落冲突国服进行了再一次的修改，主要是对游戏的骷髅要素进行删除。空中炸弹和搜空地雷的骷髅脸被删除，所有骷髅兵均被改为“铁皮人”。

## 外部連結
- 官方网站
- 中国大陆官方网站 （页面存档备份，存于）
- Clash of Clans的Facebook專頁
- 部落冲突Clash-of-Clans的新浪微博